# Movimentos de mulheres indígenas no Brasil

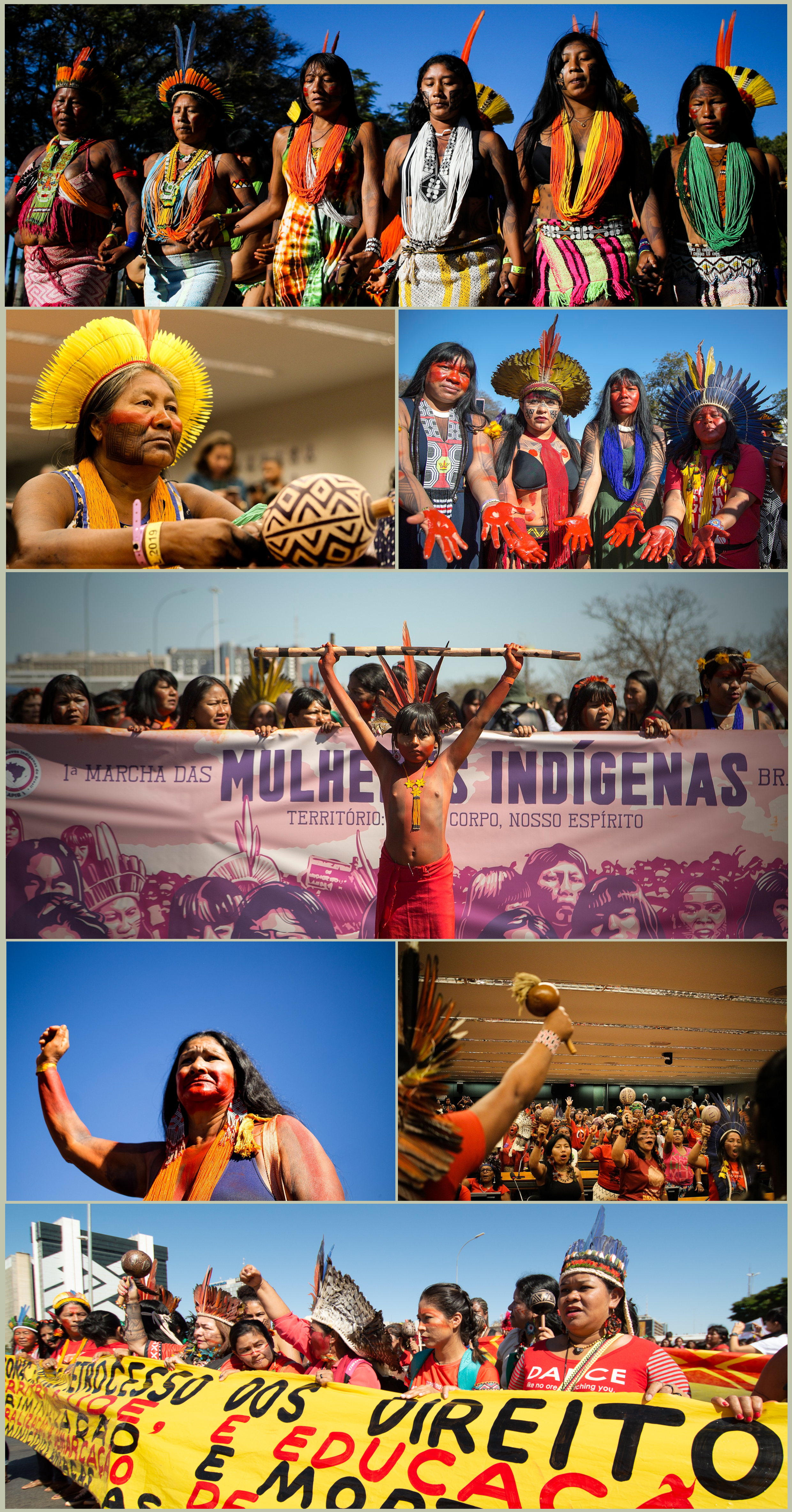

O conjunto dos movimentos de mulheres indígenas no Brasil é uma articulação nacional de movimentos sociais compostos por mulheres integrantes de povos originários do território brasileiro. Tais grupos atuam de forma organizada nos âmbitos local e regional desde a década de 1970, todavia a movimentação nacional tornou-se mais expressiva desde a década de 2010. São compostos por mulheres de quase duas centenas de etnias indígenas unificadas pela luta em defesa de seus territórios e culturas ancentrais, em prol da preservação da natureza, em torno de reivindicações dos direitos das mulheres e, ainda, por pautas alinhadas a ideais anticoloniais e anticapitalistas.
Apesar de uma maior visibilidade no tempo presente, as mulheres indígenas se movimentam em defesa de suas culturas e territórios desde o século XVI.

## História

Tuíre Kayapó protesta contra a construção da Usina Belo Monte em Altamira durante o 1º Encontro de Povos Indígenas do Xingu em 1989

A organização nacional dos movimentos de mulheres indígenas está inserida em um contexto mais amplo de mobilização das populações originárias do Brasil em luta por seus direitos. Estes povos mobilizaram-se em defesa de suas culturas desde o início da colonização do Brasil.
Ao longo de toda a história das mulheres indígenas, existe um número expressivo de episódios e processos de protagonismo histórico, resistência anticolonial e luta por direitos.
Desde a década de 1970, os movimentos indígenas organizam sua atuação política formalmente por meio de assembleias e articulações regionais, tanto em termos gerais (enquanto povos indígenas), quanto em espaços exclusivos de mulheres.
A organização nacional dos povos indígenas existe, pelo menos, desde a década de 1980; a articulação nacional específica das mulheres indígenas é mais recente, cujo amplo engajamento e relativa repercussão midiática são fenômenos característico da década de 2010.

### Século XX
Os povos indígenas tiveram notória atuação na Constituinte brasileira, de 1987, por meio da elaboração do capítulo sobre os direitos indígenas.
Em torno disto, ocorreram episódios emblemáticos da história dos movimentos indígenas, como o o discurso de Ailton Krenak no Congresso Nacional, em 1987; e o protesto de Tuíre Kayapó, contra a construção da Usina de Belo Monte, em 1989.
Ainda na década de 1980, dois grupos importantes despontaram: a Rede GRUMIN de Mulheres Indígenas, fundada por Eliane Potiguara; e o Conselho Nacional de Mulheres Indígenas (CONAMI), criado no ano de 1985.

### Século XXI

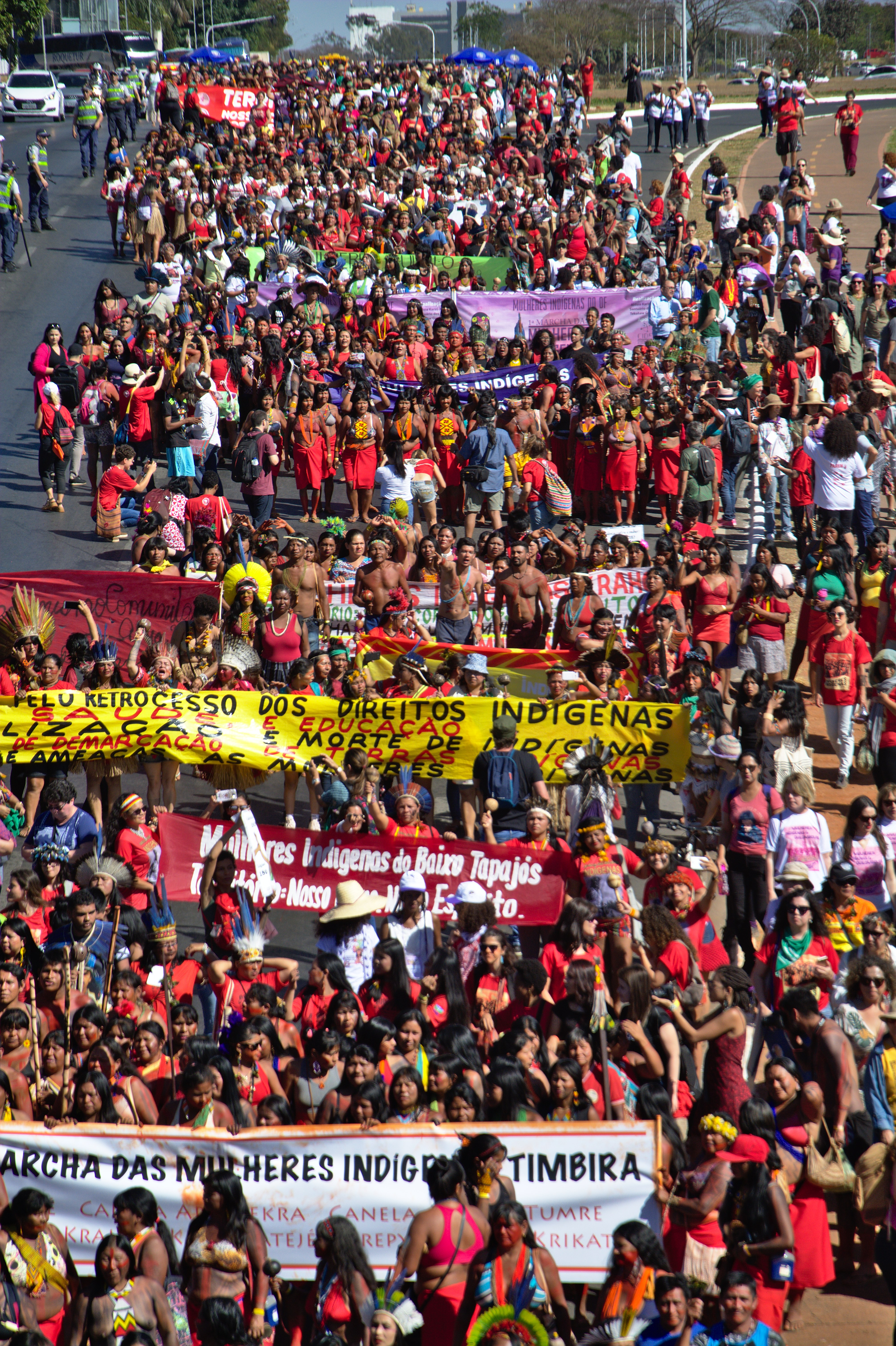
1ª Marcha das Mulheres Indígenas

Nas primeiras duas décadas do terceiro milênio, os movimentos de mulheres indígenas no Brasil atingiram alguns marcos importantes:
- 2005 - Fundação da Articulação de Povos Indígenas do Brasil durante o Acampamento Terra Livre daquele ano com o objetivo de fortalecer a união dos povos indígenas das diferentes regiões e organizações do país, bem como, mobilizar estes grupos e sujeitos contra as ameaças de violências e em prol de seus direitos.[15]
- 2017 - Expressiva participação feminina no  Acampamento Terra Livre. Cerca de mil mulheres indígenas se reuniram em uma grande plenária para discutir a saúde da mulher indígena e a articulação nacional da luta das mulheres indígenas.[3][16]
- 2019 - Mais de 3 mil mulheres indígenas estiveram presentes na 1ª Marcha das Mulheres Indígenas no dia 13 de agosto de 2019.[17] Com o tema "Território: nosso corpo, nosso espírito" o evento foi um dia histórico para a luta das mulheres indígenas.[18] No dia seguinte a esta marcha, elas se somaram à tradicional Marcha das Margaridas.[19][20]
- 2020 - Por conta da pandemia de COVID-19, as mulheres indígenas organizaram-se em uma assembleia virtual nos dias 8 e 9 de agosto de 2020. Sob o tema “O sagrado da existência e a cura da terra”,[21] deram continuidade à afirmação da relação íntima entre "corpo-território"[22] lançando pela primeira vez a ideia de "Cura da Terra" que posteriormente foi adotada com tema central do 1º Encontro Global das Mulheres Indígenas, ocorrido no dia 5 de setembro do mesmo ano.[23]
- 2021 - A 2ª Marcha das Mulheres Indígenas ocorreu no dia 10 de setembro de 2021, sob o tema " na ocasião da votação do Marco Temporal.[24][25][26]

É expressivo o número de mulheres indígenas que adentraram as universidades nestas primeiras duas décadas do século XXI. Muitas ativistas são advogadas, médicas, cientistas e pós-graduadas. Além disso, os conhecimentos tradicionais dos povos indígenas sempre estiveram representados pelas cacicas, pajés, parteiras, mães e militantes indígenas das diferentes organizações.
Em menor medida, mulheres indígenas adetraram também a política eleitoral brasileira, vide o exemplo de Joênia Wapichana, primeira mulher indígena eleita deputada federal no Brasil ou Nara Baré, a primeira mulher a assumir a liderança da Coordenação Executiva das Organizações Indígenas da Amazônia Brasileira (Coiab).

## Organizações
Em fevereiro de 2020, o Instituto Socioambiental mapeou 92 organizações de mulheres indígenas, presentes em 21 estados do Brasil. Tais organizações articulam-se nos âmbitos nacional, regional e local. A maioria destas são das regiões Norte e Centro-Oeste do país, sendo Amazonas, Mato Grosso, Pará e Mato Grosso do Sul os estados com um maior número de organizações. Dentre elas:

### Nacional
- ANMIGA - Articulação Nacional de Mulheres Indígenas Guerreiras da Ancestralidade.

### Regionais
- União das Mulheres Indígenas da Amazônia Brasileira (UMIAB), fundada duas décadas depois da COIAB - Coordenação das Organizações Indígenas da Amazônia Brasileira.
- Organização das Mulheres Indígenas do Acre, Sul do Amazonas e Nordeste de Rondônia
- Associação das Mulheres Indígenas do Médio Solimões e Afluentes
- Departamento de Mulheres da APOINME - Articulação de Povos e Organizações Indígenas do Nordeste, Minas Gerais e Espírito Santo
- Departamento de Mulheres da CITA - Conselho Indígena Tapajós-Arapiuns

### Locais
- Associação das Guerreiras Indígenas de Rondônia.[30]
- Kunague Aty Guasu e Associação de Mulheres Indígenas Terena Urbana - Mato Grosso do Sul.
- Associação de Yumurikumã das Mulheres Xinguanas - Mato Grosso
- Associação de Mulheres Indígenas da Bahia.
- Articulação de Mulheres Indígenas do Maranhão.
- Conselho de Mulheres Indígenas Potiguara da Paraíba.

## Atuação política e cultural

### Autorrepresentação digital
"Mas a gente vê até hoje que as mulheres indígenas continuam invisibilizadas. Quando olhamos os números, da parte acadêmica e científica, as mulheres indígenas não aparecem. Nós estamos onde, em que porcentagem? Não ter referência da palavra indígena faz diferença, tem que ter. Se não tiver a menção à palavra [das] mulheres indígenas, nós não somos convidadas"

Nara Baré em entrevista
Os atos políticos e documentos históricos dos movimentos de mulheres indígenas sofrem uma invisibilização dupla: midiática e acadêmica. A escassa representatividade das mulheres indígenas nessas instâncias reverbera em outros âmbitos de transmissão de informação. Essa escassez é criticada pelas próprias mulheres indígenas, que se movimentam para mudar esta realidade.
Uma característica dos movimentos de mulheres indígenas do tempo presente é a capacidade de autorrepresentação; isto é, em termos tanto de uma representatividade política ou ações autônomas, quanto de produção de conhecimento e cobertura dos eventos e fatos sobre si mesmas, principalmente por meio da internet e de mídias independentes.
As mulheres indígenas têm rompido com os discursos que foram historicamente conferidos sobre elas nos livros e nas mídias tradicionais. Incentivadas pelo modus operandi da web 2.0, elas têm se autorrepresentado por meios digitais.

## Conceitos político-teóricos

### A cura da Terra
Ocorrido em 5 de setembro de 2020 (Dia Internacional das Mulheres Indígenas e Dia Internacional da Amazônia), o 1º Encontro Global de Mulheres Indígenas teve como tema "A cura da Terra". Tal conceito foi fundamentado por um manifesto político, lançando na ocasião. Nele, afirmou-se o papel central das mulheres indígenas na construção de um futuro melhor, não apenas para suas comunidades étnicas, mas para toda a humanidade. Provenientes de várias etnias, destacaram sua diversidade e unificaram-se em seu protagonismo histórico, como agentes da cura das enfermidades da Terra.

"A Mãe Terra está doente, nossos povos também. Estes são tempos de  pandemia e emergência climática, ecocídio e genocídio. Hoje vivemos as consequências de um modelo econômico, social e espiritual que infectou nossos territórios e corpos. Um vírus que coloca o dinheiro acima da vida."

Trecho do manifesto
Diante do incêndio, desmatamento e destruição dos biomas de seus territórios pela exploração econômica do capitalismo, as mulheres indígenas alçaram a voz (em suas línguas nativas) para a defesa das florestas, lagos, montanhas, planícies, desertos e mares. Diante da pandemia de COVID-19 (que assim como as doenças dos tempos coloniais, assolou especialmente as populações nativas) apontaram para a necessidade e importância da cura.
Dentro deste pensamento, a cura deve ser entendida como um processo não apenas sobre os corpos humanos, mas também dos territórios nativos. Para tanto, conclamaram a união das populações não-indígenas e indígenas por acreditarem que o futuro do planeta e da humanidade seja um bem coletivo, independentemente de recorte de gênero ou etnia.

## O Encontro Global de Mulheres Indígenas

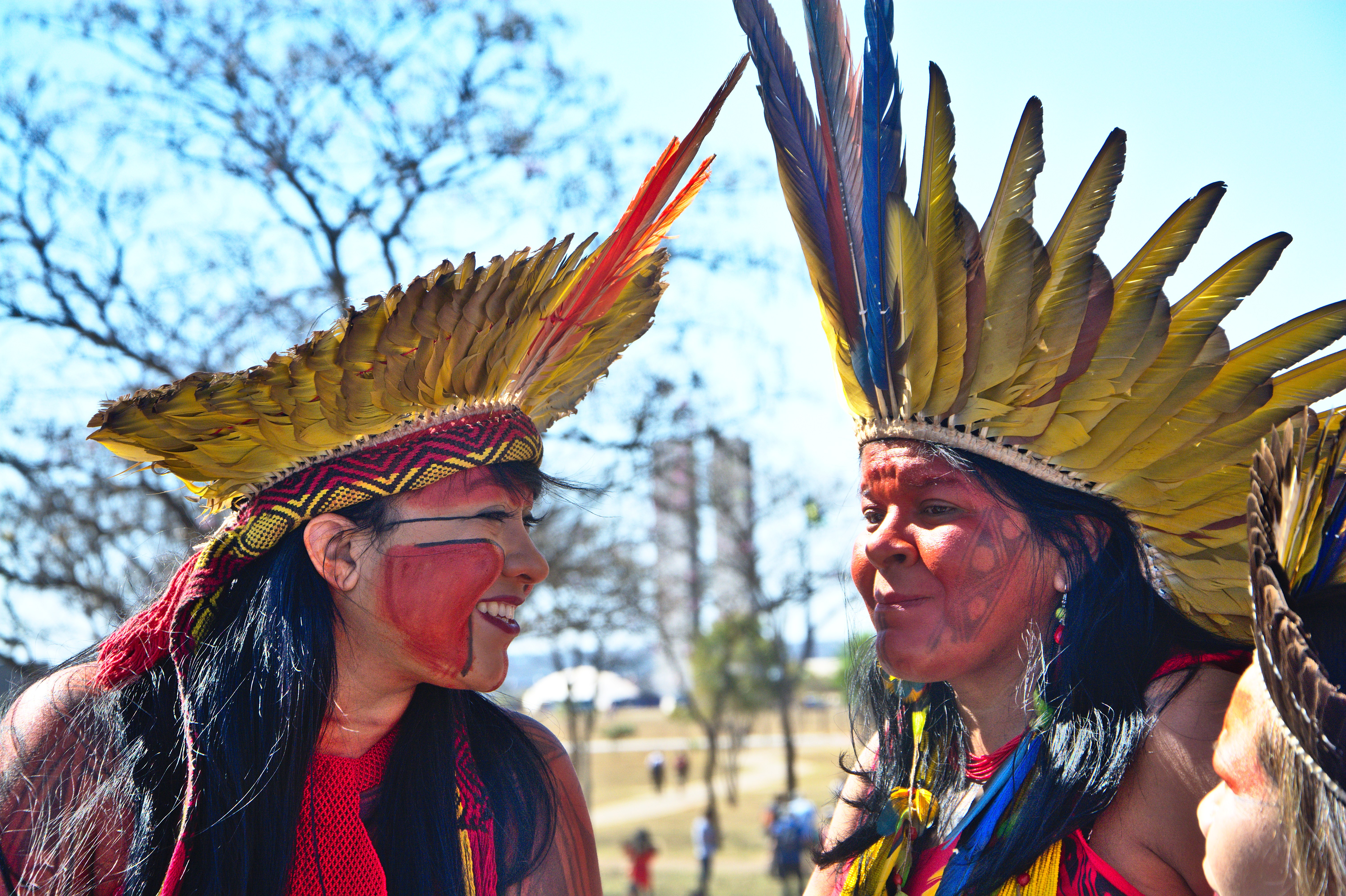
Célia Xakriabá (esq.) e Sônia Guajajara (dir.), lideranças indígenas participantes do evento

Mulheres líderes indígenas de 116 etnias e 37 países diferentes reuniram em um círculo de conversas, via internet, que buscou refletir sobre temas como a emergência climática, o ecocídio e o genocídio de povos nativos ao redor do mundo. Além disso, objetivou inserir as vozes das mulheres indígenas nos debates sobre os desafios da pandemia de COVID-19 e da crise climática mundial. Contou com a participação de diversas lideranças, entre elas:
- Sonia Guajajara (Guajajara, Brasil)
- Célia Xacriabá (Xakriabá, Brasil)
- Adriana Guzman (Aimará, Bolívia)
- Tsitsina Xavante (Xavante, Brasil)
- Nuria Gollo (Wayyu, Quênia)
- Watatakalu Yawalapiti (Yawalapiti, Brasil)
- Yolene Koteureu (Nova Caledônia)
- Patricia Gualingo (Quíchua, Equador)
- Eva Fjellheim (Sami, Noruega)
- María Choc (Q'eqchi, Guatemala)
- Aida Quilcué (Nasa, Colômbia)
- Rufina Villa Hernández (Maseual, México)

O evento foi promovido pela Articulação dos Povos Indígenas do Brasil (APIB) e pela Red Latinoamericana de Feminismos (ELLA), uma articulação transnacional de mulheres latino-americanas. Contou com a cobertura da Mídia Índia.